# Maximilianeum
Le Maximilianeum est à Munich, le bâtiment où siège le Landtag de Bavière depuis 1949. Projeté dès 1857, il a été construit sous Maximilien II de Bavière et achevé en 1874. Le bâtiment est situé sur la rive orientale de l’Isar (Maximiliansanlagen) dans la ligne de mire de la Maximilianstraße au-dessus du pont Maximilien. 
Il accueille également les étudiants de la Fondation Maximilianeum.

## Histoire

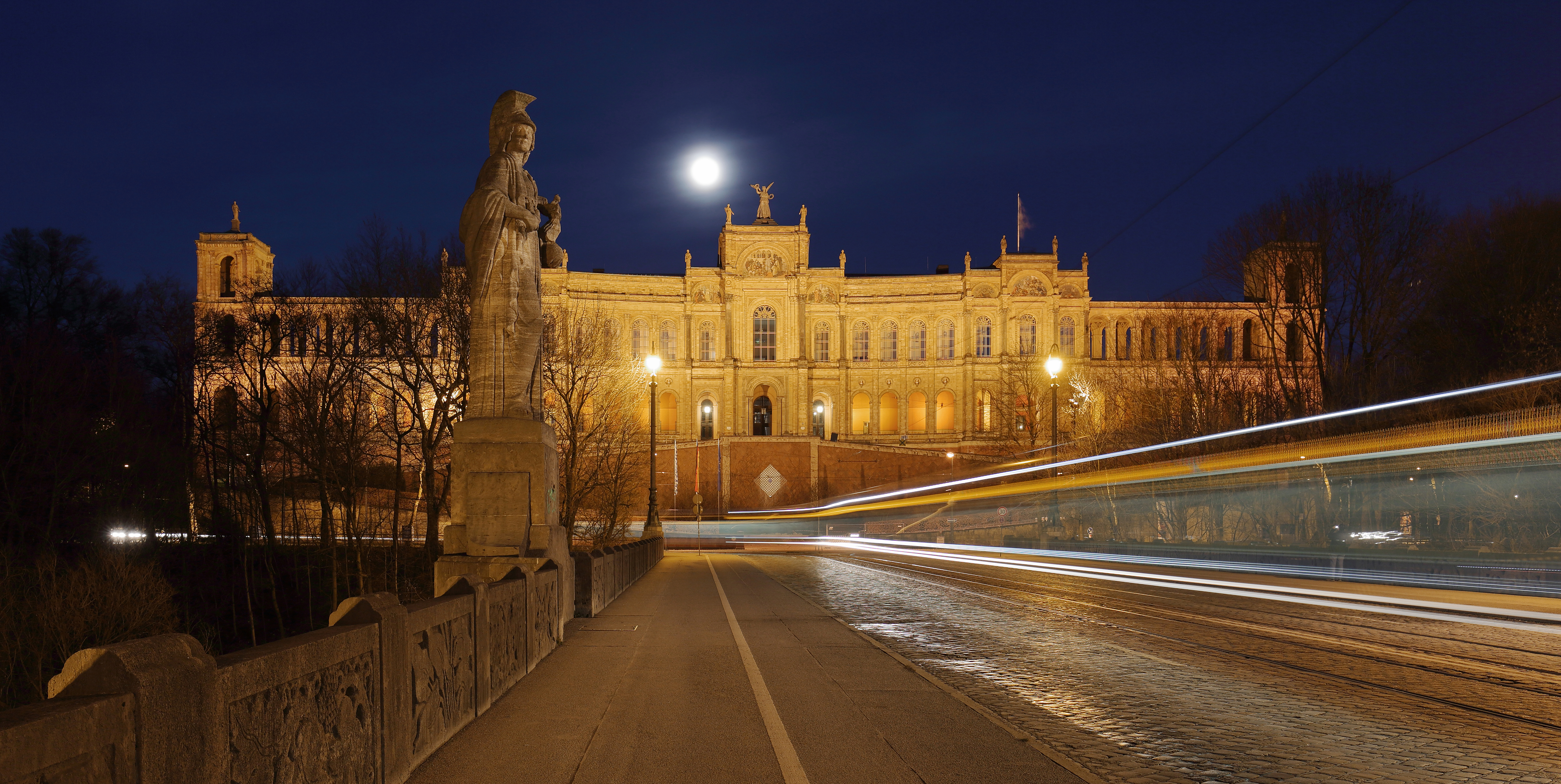
Le Maximilianeum, avec les traces du passage du tramway de Munich. Mars 2018.

Le 6 octobre 1857, le roi Maximilien II fait poser la première pierre du bâtiment par l’architecte Friedrich Bürklein. Il ne sera achevé qu'en 1874. Jusqu’en 1918, le Maximilianeum abritait la Fondation académique et une galerie historique, ainsi que l’École royale des Pages. Avec la fin de la monarchie en 1918, le Maximilianeum passa à l’Université Louis-et-Maximilien. Vers la fin de la Seconde Guerre mondiale, les deux tiers du bâtiment ont été bombardés. Après la guerre, le bâtiment a été reconstruit par Karl Kergl. En 1949, le parlement du Land de Bavière a choisi le bâtiment comme siège, ce qui a nécessité des modifications correspondantes dans les salles de la galerie. En 1958-59 et 1964-65, lorsque le bâtiment du Maximilianeum est devenu trop petit pour son utilisation diversifiée, Helmut Gebhard a ajouté des bâtiments d’aile sur l'arrière avec des bureaux et des salles de réunion. Le Parlement bavarois a en charge l’obligation d’entretien du bâtiment.

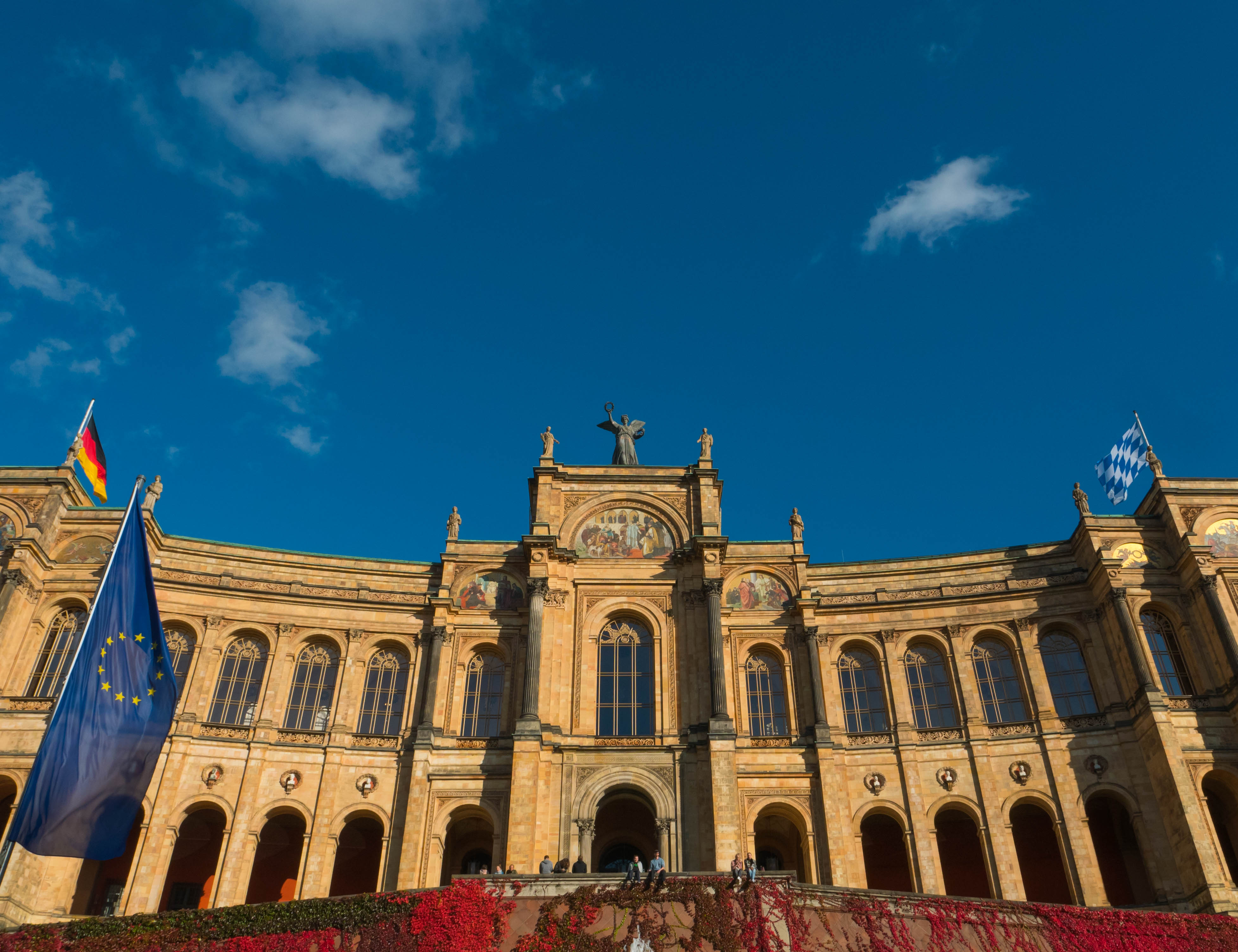
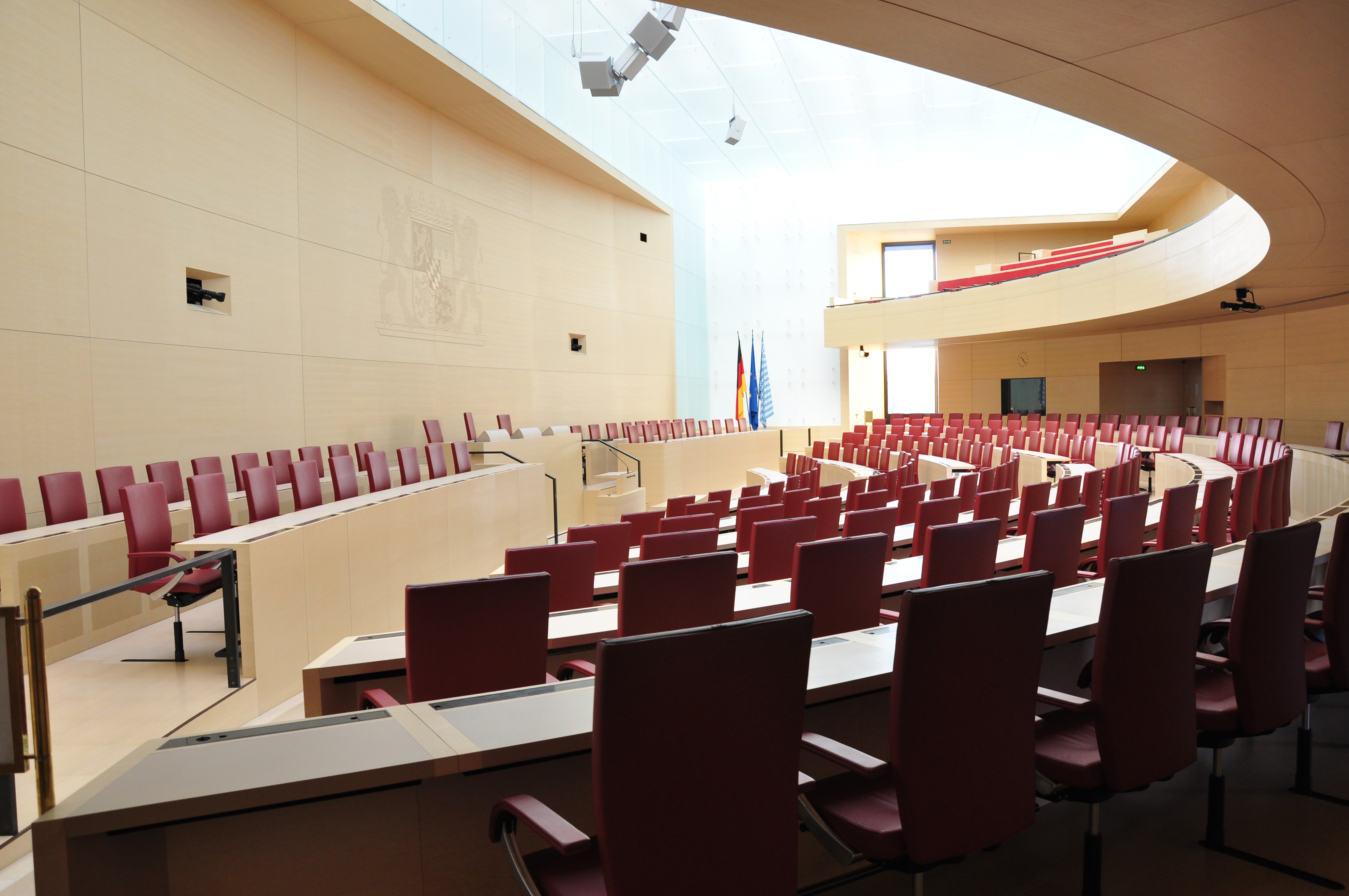
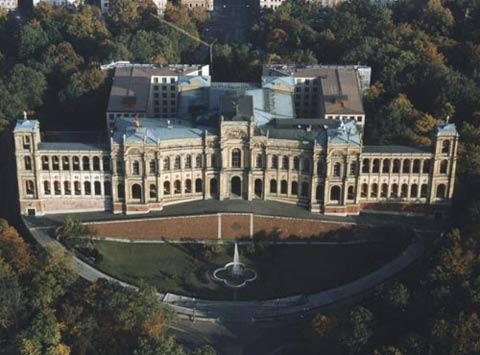
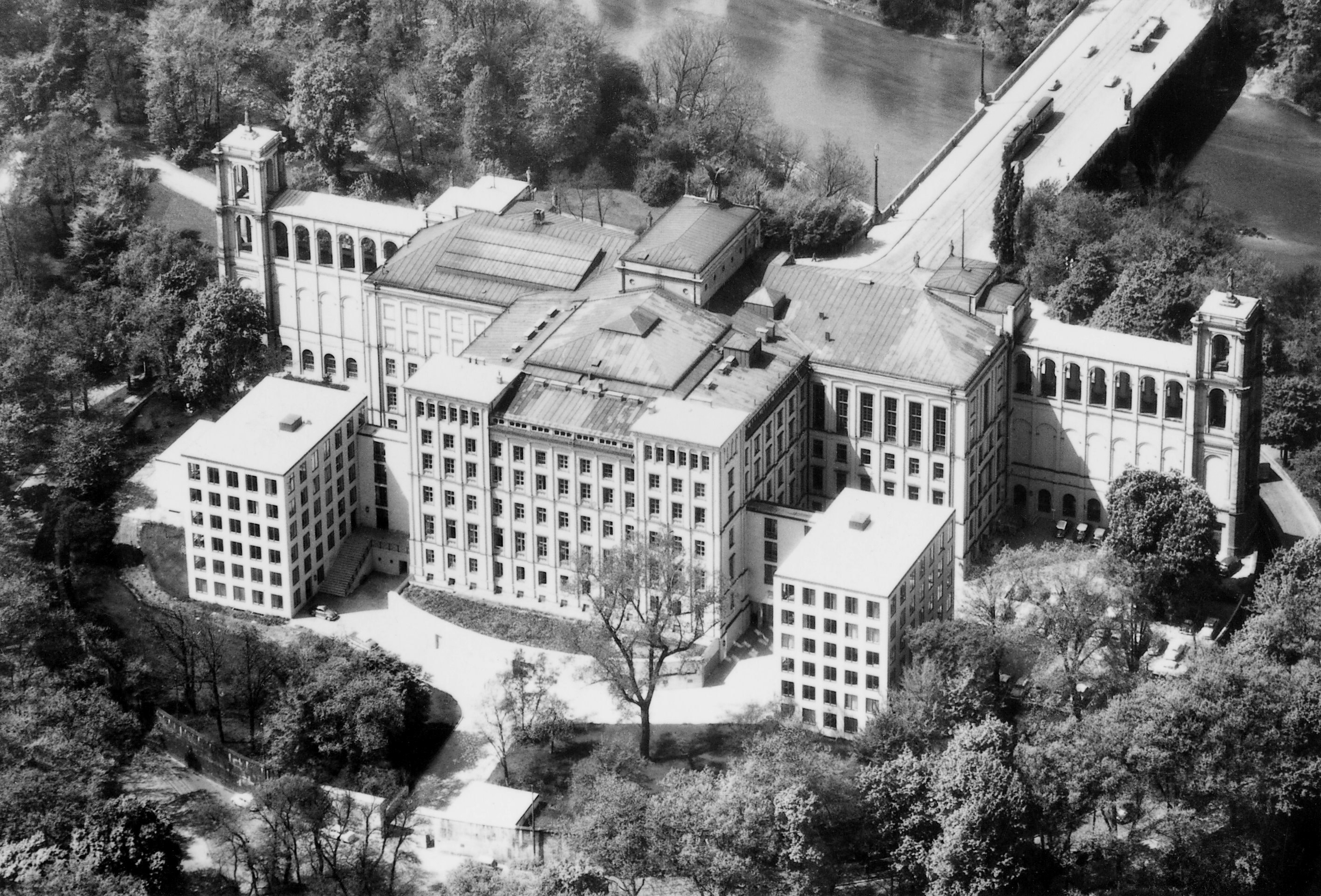
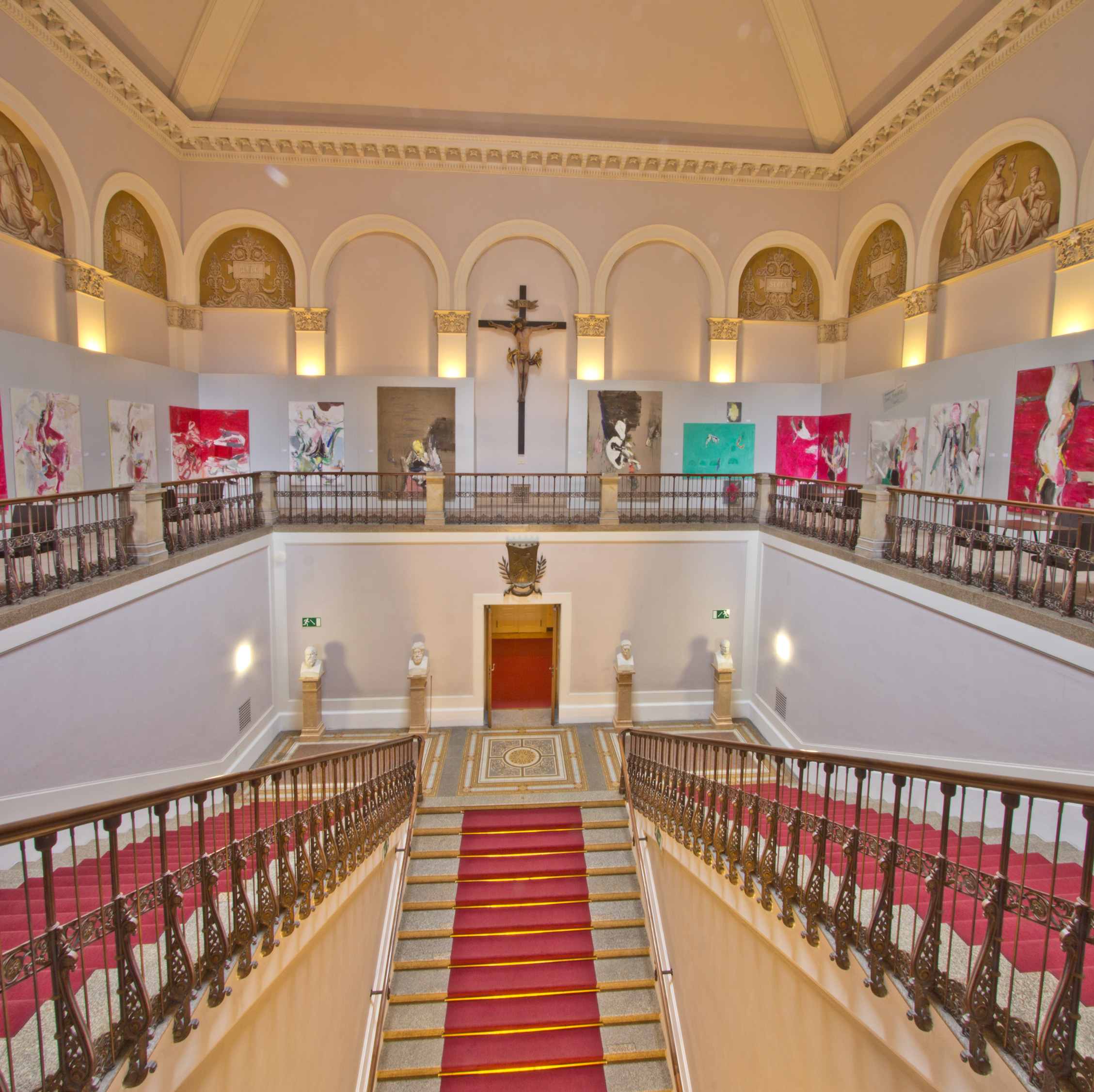
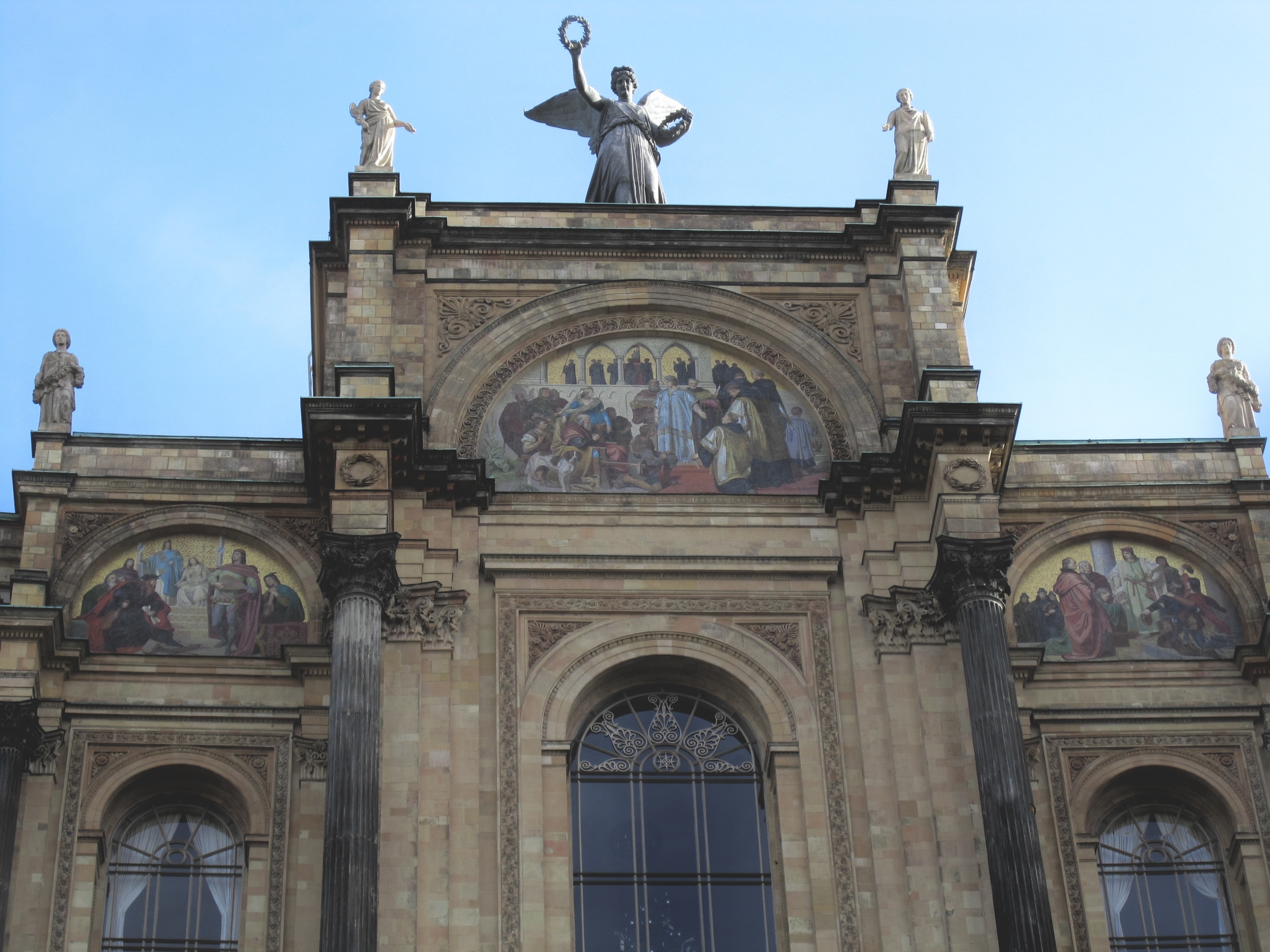